# Selección femenina de voleibol de Estonia
El equipo nacional de voleibol femenino de Estonia (Eesti Rahvusnaiskond) representa a Estonia en las competiciones internacionales de voleibol. La organización gestora es la Unión de Voleibol de Estonia (Est. Eesti Võrkpalli Liit - EVL).

## Historia
En Estonia, se familiarizaron con el voleibol en 1919, cuando los juegos deportivos se incluyeron en el programa de instituciones educativas en Tallin. Un año después, se organizó un festival deportivo en el centro de la ciudad, parte del cual fue un torneo de voleibol con la participación de equipos masculinos en varias ciudades del país. En 1922, se organizó la Unión de los Juegos Deportivos de Estonia, y tres años después celebró el primer campeonato nacional entre hombres y mujeres. En la década de 1930, los equipos estonios participaron regularmente en varios partidos internacionales.
En 1940, Estonia se convirtió en parte de la Unión Soviética y, a partir de 1946, el mejor equipo femenino de la RSS de Estonia - Tallin Kalev - estuvo regularmente entre los participantes en los campeonatos de la URSS. La estructura de los campeonatos de toda la Unión de las dos divisiones, "Kalev" nunca fue capaz de entrar en la delantera de ellos. El logro más alto del equipo femenino de la RSS de Estonia en los torneos de voleibol de la Spartakiad de los Pueblos de la URSS fue el sexto lugar ocupado por ella en 1959 y 1963. Como parte del equipo nacional de la URSS, Aino Humerind, el único representante de Estonia que formó parte del equipo principal de la Unión Soviética, se convirtió en medallista de plata en el Campeonato de Europa de 1955.
Tras obtener Estonia la independencia, la federación de voleibol del país se unió a la FIVB y al EKV en 1992. En el mismo año, el equipo femenino de Estonia debutó en competiciones internacionales oficiales. En octubre y noviembre, los estonios celebraron dos partidos contra el equipo nacional de Bielorrusia en la ronda preliminar del torneo clasificatorio del Campeonato Europeo, pero en ambas ocasiones perdieron por 0-3 y no alcanzaron la fase de grupos. Después de eso, hasta 2008, el equipo estonio no participó en torneos oficiales, limitándose solo a partidos amistosos.
En 2008, después de un paréntesis de 16 años, los jugadores de voleibol de Estonia ingresaron al torneo clasificatorio del campeonato continental europeo, pero en su grupo de calificación perdieron 6 de seis partidos contra sus rivales de los equipos nacionales de Bulgaria, Croacia y Finlandia, al no haber podido hacer ni un solo set. Al año siguiente, uno de los torneos de clasificación para la Copa del Mundo se celebró en Tallin, la selección se completó debido a la única derrota del equipo moldavo 2-3.
En 2013, en la primera etapa de clasificación para el campeonato mundial, los estonios derrotaron a los equipos nacionales de Letonia, Lituania e Islandia y llegaron a la ronda final del torneo de clasificación, pero no pudieron superar a los equipos nacionales de Azerbaiyán, Serbia e Israel, perdiendo con cada uno de ellos por el mismo resultado de 0-3 .
En el torneo clasificatorio del Campeonato de Europa 2015, el equipo estonio superó con éxito la primera fase de grupos, pero en la segunda, así como 6 años antes, no pudo ganar en su grupo ni una sola vez en seis partidos celebrados. De la misma manera, el equipo estonio también se clasificó para la segunda ronda previa del Eurocopa de 2017, sin embargo, tras derrotar al equipo nacional de Finlandia por 3-2, fue eliminado.
En enero de 2019, el equipo nacional estonio logró un logro histórico para el voleibol femenino del país, clasificándose por primera vez en el Campeonato de Europa 2019. Los jugadores de voleibol de Estonia lograron este éxito, tomando el 1er lugar en su grupo clasificatorio, por delante de los equipos de Finlandia, la República Checa y Suecia.
Hoy en día, el voleibol es tradicionalmente inferior al baloncesto, fútbol y hockey sobre hielo en términos de popularidad en el país de los deportes de juego.
En 2023 la selección se consagró campeona de la Liga Europea de Voleibol en la división plata, tras vencer en tie-break a la selección de Austria, por lo que ganó el derecho a participar en la Liga de Oro en 2024.

## Historial

### Juegos Olímpicos
- 1964-1988: No clasificada
- 1992-2016: No clasificada

### Campeonato del Mundo
- 1952-2006: No participó
- 2010-2018: No clasificada

### Campeonato de Europa
- 1948-1991: No participó
- 1993: No clasificada
- 1995-2007: No participó
- 2009-2017: No clasificada
- 2019: 23º

### Liga Europea
- 2018: 16º puesto
- 2019: 17º puesto